# Карлстад (Минесота)
Карлстад (енгл. Karlstad) град је у америчкој савезној држави Минесота.

## Демографија
По попису из 2010. године број становника је 760, што је 34 (-4,3%) становника мање него 2000. године.
| Група             | 2000.       | 2010.       |
| Белци             | 775 (97,6%) | 751 (98,8%) |
| Афроамериканци    | 0 (0,0%)    | 2 (0,3%)    |
| Азијати           | 0 (0,0%)    | 2 (0,3%)    |
| Хиспаноамериканци | 3 (0,4%)    | 3 (0,4%)    |
| Укупно            | 794         | 760         |